# Belozersky (huyện của Kurgan)
Huyện Belozersky (tiếng Nga: ? райо́н) là một huyện hành chính tự quản (raion), của Tỉnh Kurgan, Nga. Huyện có diện tích 3472 km², dân số thời điểm ngày 1 tháng 1 năm 2000 là 23300 người. Trung tâm của huyện đóng ở Belozerskoye.